# Capécure
Capécure est le quartier économique et industriel de la ville de Boulogne-sur-Mer, dans le Pas-de-Calais.

## Situation
Le quartier se situe au sud-ouest de Boulogne-sur-Mer, sur la rive gauche de la Liane, entre la zone industrielle d'Outreau au sud et le port de Boulogne au nord. 
Le quartier est limitrophe avec les communes du Portel et d'Outreau. L'autoroute A16 passe à proximité, le desservant par le biais de la sortie  29.

## Urbanisme
Capécure abrite principalement des entreprises (plus de 140), dont beaucoup sont spécialisées dans les produits de la mer, Boulogne étant le premier port de pêche de France (avec 35 850 tonnes débarquées en 2015 et le premier transformateur européen des produits de la mer (380 000 tonnes traitées par an).
Quartier dynamique jusqu'à sa destruction lors de la Seconde Guerre mondiale, la population et le nombre de logements y sont très faibles depuis. 

## Histoire

### Avant la seconde Guerre Mondiale
Jusqu'en 1835, le quartier Capécure appartenait à la commune d'Outreau. Capécure est alors un secteur agricole et marécageux. Le quartier est érigé en paroisse avec la construction de l'église Saint-Vincent-de-Paul en 1862.
Avant la seconde Guerre mondiale, ce quartier était très dynamique et comptait 10 080 habitants (recensement de 1936). Il y avait de nombreux commerces, des écoles, une église, un casino célèbre, une grande salle de spectacles et une immense place où se tenaient marchés, foires mais aussi des concours hippiques. Plusieurs maisons étaient construites autour de cette place, près de l'actuel casino et de la tour Damrémont. 
Le quartier abritait trois gares : 
- La gare centrale, appelée gare de Boulogne-Ville (la gare portant ce nom aujourd'hui n'existait pas à l'époque), située sur la grande place de Capécure, entourée de plusieurs hôtels et restaurants. Il s'agissait de la principale gare ferroviaire de la ville.
- La gare maritime, reliée en train à la gare centrale et lieu d'accostage des bateaux à destination de l'Angleterre.
- La gare de marée, pour l'expédition du poisson par train (jusqu'à 100 000 tonnes par an).

Le tramway de Boulogne-sur-Mer s'arrêtait à Capécure (ligne Pont-de-Briques ↔ Wimereux).
L'important dynamisme du port de Boulogne à l'époque avait de nombreuses conséquences bénéfiques sur la vie du quartier.

### Destruction du quartier pendant la seconde Guerre Mondiale
Le quartier est complètement détruit durant la guerre. Il ne reste alors plus que 7 habitants vivant dans des ruines, sans eau, sans gaz et sans électricité. Capécure se retrouve alors séparé en deux parties : d'un côté, une petite zone résidentielle sur les rives de la Liane, le quartier Damrémont, et de l'autre, la zone portuaire. Le plan Vivien interdit de construire une habitation sur cette dernière, profitant ainsi de restructurer le quartier en évitant le mélange des activités industrielles et résidentielles, souvent décrié par les habitants auparavant. L'État a exproprié les propriétaires, et les a dédommagés. 
Le général Charles de Gaulle scelle le destin de Capécure en déclarant que « Boulogne devait devenir un grand port de pêche moderne ». La Chambre de commerce et d'industrie devient concessionnaire des terrains et il fallait leur autorisation pour reconstruire. 
La zone est alors réservée principalement aux métiers liés à la pêche. Pour marquer encore davantage cette séparation entre les activités industrielles et le reste, le viaduc Jean-Jaurès est construit en 1963, enjambant le quartier et ralliant le Portel au centre de Boulogne sans passer par Capécure. Si la gare de Boulogne-Ville est déplacée dans le quartier Bréquerecque, plus près du centre-ville, la gare maritime est quant à elle reconstruite au même endroit et continuera pendant plusieurs décennies à assurer le passage d'un flux important de passagers entre Boulogne et l’Angleterre.

### Capécure auXXIesiècle

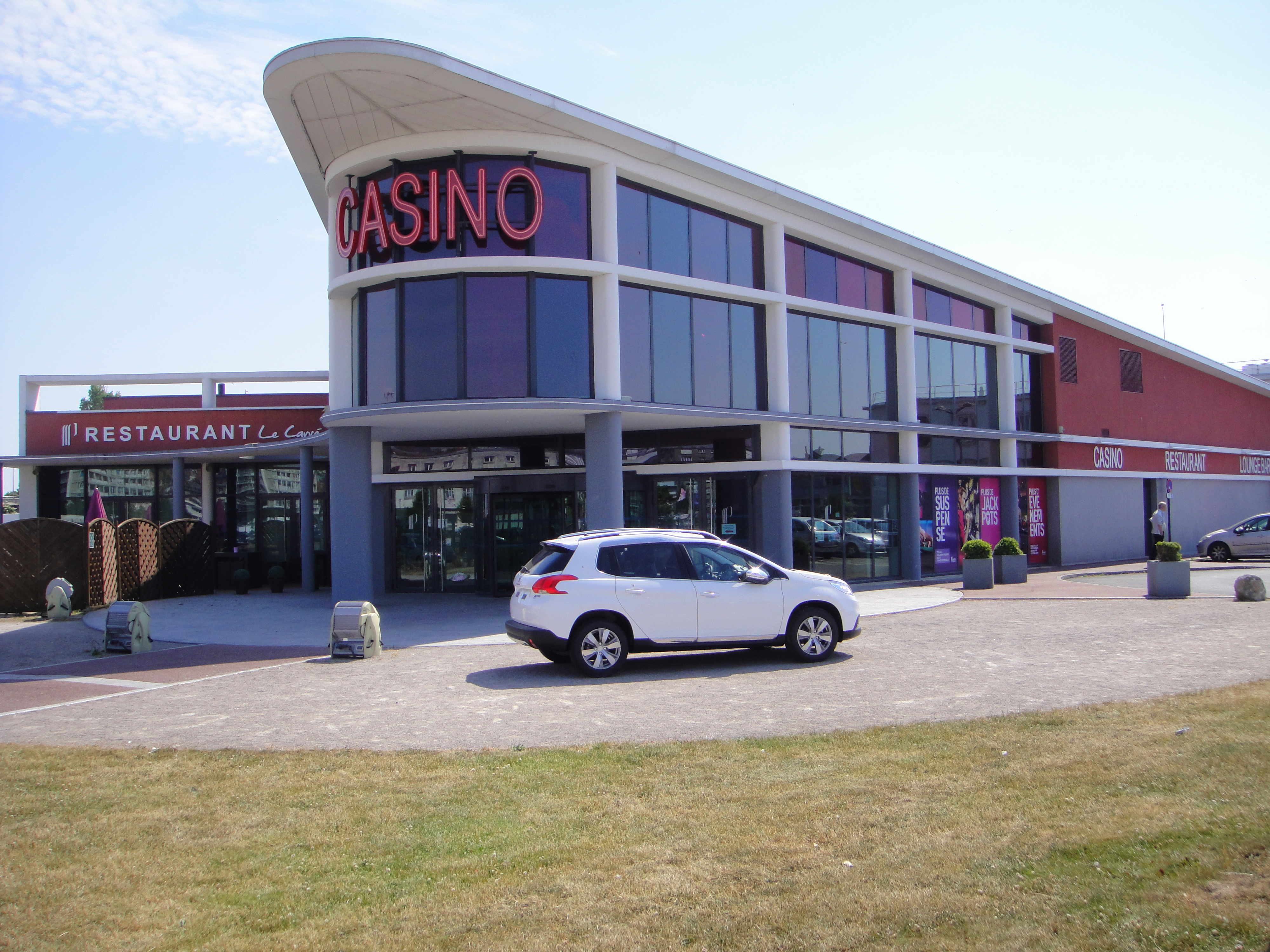
Le casino de Boulogne-sur-Mer, vu en 2014.

Au XXIe siècle, la commune et la communauté d'agglomération du Boulonnais veulent redonner vie au quartier. Le nouveau casino de Boulogne-sur-Mer est construit en 2008 dans le quartier de Capécure. La gare maritime, fermée définitivement en 2009, est utilisée aujourd'hui pour des expositions, des conférences et des spectacles. Elle devrait subir une profonde restructuration pour s'affirmer comme une grande zone de loisirs et de découverte. 
Lancé en 2010, le projet d'aménagement du territoire « Axe Liane » ambitionne de faire de la place de la République et de la zone de l'Éperon un grand espace résidentiel, commerçant et de loisirs de l'agglomération boulonnaise. Malheureusement, ce projet a du mal à avancer, faute d'investisseurs. Dans le même temps, le projet « Capécure 2020 » prévoit différents aménagements visant à conforter Boulogne comme premier port de pêche français et premier centre européen de transformation des produits de la mer.

## Lieux notables
- La Place de la République
- La gare maritime

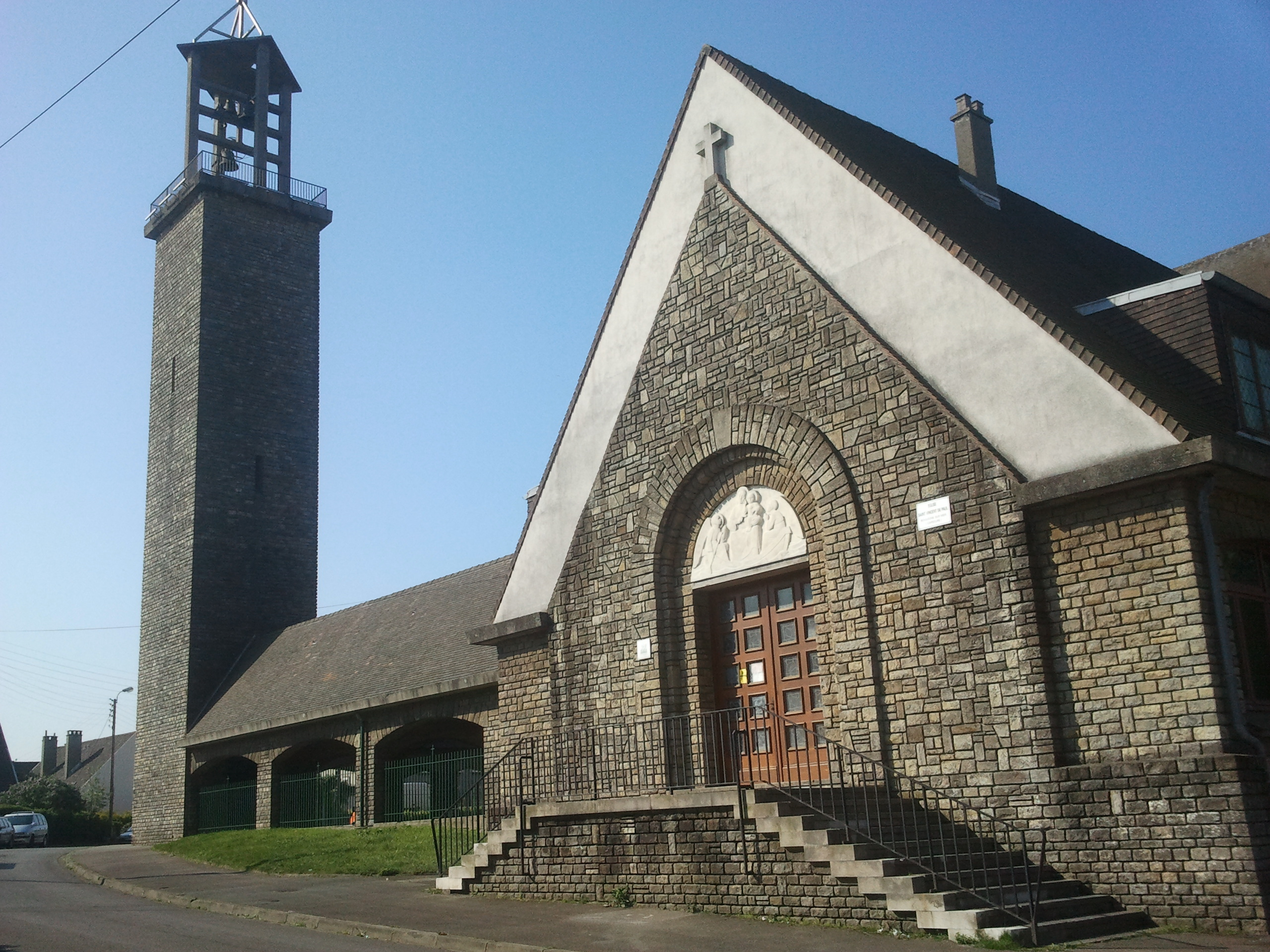
L'église Saint-Vincent-de-Paul, reconstruite après la guerre.

- Le siège de la communauté d'agglomération du Boulonnais
- Le casino de Boulogne-sur-Mer
- L'église Saint-Vincent-de-Paul, place d'Estienne d'Orves
- Université du Littoral Côte d'Opale - Site de Capécure
- La Socarenam